# Jüri Vips
Jüri Vips, född 10 augusti 2000, är en estnisk racerförare som för närvarande tävlar i Indycar Series med Rahal Letterman Lanigan racing.  Han segrade i ADAC Formel 4 2017, och var medlem av Red Bull Junior Team.
Vips var 2022 reservförare för Red Bull. Han gjorde sin debut i en Formel 1-bil då han körde första träningspasset åt Red Bull vid Spaniens Grand Prix 2022, och ersatte därmed Sergio Pérez.
I juni 2022 stängde Red Bull av Vips i väntan på utredning, efter att han använt rasistiska ord under en livestream på Twitch. Den 28 juni fick han sparken från stallet. Den 6 juli klargjorde Red Bull att det var hans kontrakt rörande test- och reservförare i F1-stallet Red Bull Racing som hade blivit hävda. Han var fortfarande en del av Red Bull Junior Team. Senare under julimånad bekräftade dock Red Bull Junior Teams högste chef Dr. Helmut Marko att allt samarbete med Vips hade upphört.